# کورودا ناگاماسا
کورودا ناگاماسا (黒田長政؛ ۳ دسامبر ۱۵۶۸ – ۲۹ اوت ۱۶۲۳ سن ۵۶) یک یک دایمیو در اواخر دوره آزوچی–مومویاما و دوره‌های اولیه دوره ادو بود. او پسر کورودا کانبی (کورودا یوشیتاکا)، استراتژیست و مشاور ارشد تویوتومی هیده‌یوشی بود. اولین ارباب قلمرو فوکوئوکا در ولایت چیکوزن بود.
او نقش فعالی در آرام سازی کیوشو ایفا کرد. به ویژه در نبرد سکیگاهارا، او به عنوان فردی که شایسته‌ترین خدمات را به ارتش شرقی انجام داد مورد ستایش قرار گرفت، بیش از ۵۲۳۰۰۰ ککو در از توکوگاوا ایه‌یاسو دریافت کرد، قلمرو فوکوئوکا را تأسیس کرد. ناگاماسا نیز مانند پدرش یوشیتاکا، یک دایمیو مسیحی بود، اما مسیحیت را ترک کرد.

## نبرد سکیگاهارا
ناگاماسا یکی از دایمیوهایی بود که با ایشیدا میتسوناری رابطه بدی داشت، زیرا میتسوناری احتمالاً به همه کسانی که در تهاجم به کره برای منافع خود شرکت کرده بودند، پاداش نمی‌داد.
در ۲۱ اوت، با اتحاد با ارتش شرقی در کنار توکوگاوا ایه‌یاسو قرار گرفت، به قلعه تاکه‌هانا حمله کرد.
در ۲۱ اکتبر، ناگاماسا در نبرد سکیگاهارا در سمت توکوگاوا ایه‌یاسو شرکت کرد. در مرحله نهایی نبرد، با پیروزی ارتش شرقی، ناگاماسا توجه خود را به سمت شیما ساکون معطوف کرد.